# Galmpton (Torbay)
Galmpton – wieś w Anglii, w hrabstwie ceremonialnym Devon, w dystrykcie (unitary authority) Torbay. Leży 37 km na południe od miasta Exeter i 271 km na południowy zachód od Londynu. W latach 1870–1872 osada liczyła 261 mieszkańców. Galmpton jest wspomniana w Domesday Book (1086) jako Galmentone/Galmentona.